# Alps orientals
Els Alps orientals és una serralada, una porció del sistema muntantanyós dels Alps, que a conseqüència de les diverses classificacions del sistema aplí, ha tingut significats diversos. Els Alps orientals inclouen parts de Suïssa, la major part d'Àustria i Liechtenstein, així com part de l'extrem meridional d'Alemanya, gran part del nord d'Itàlia i una bona porció de la zona de transició dels Carpats. Durant la glaciació de Würm, els Alps orientals eren més secs que els Alps occidentals, amb l'escut de gel proper que acabava a la regió de Niedere Tauern a Àustria. Això va permetre a moltes espècies sobreviure a l'edat del gel als Alps orientals quan no podien sobreviure en altres llocs. Per aquesta raó, moltes espècies de plantes són endèmiques d'aquesta regió.

## Divisió actual: SOIUSA

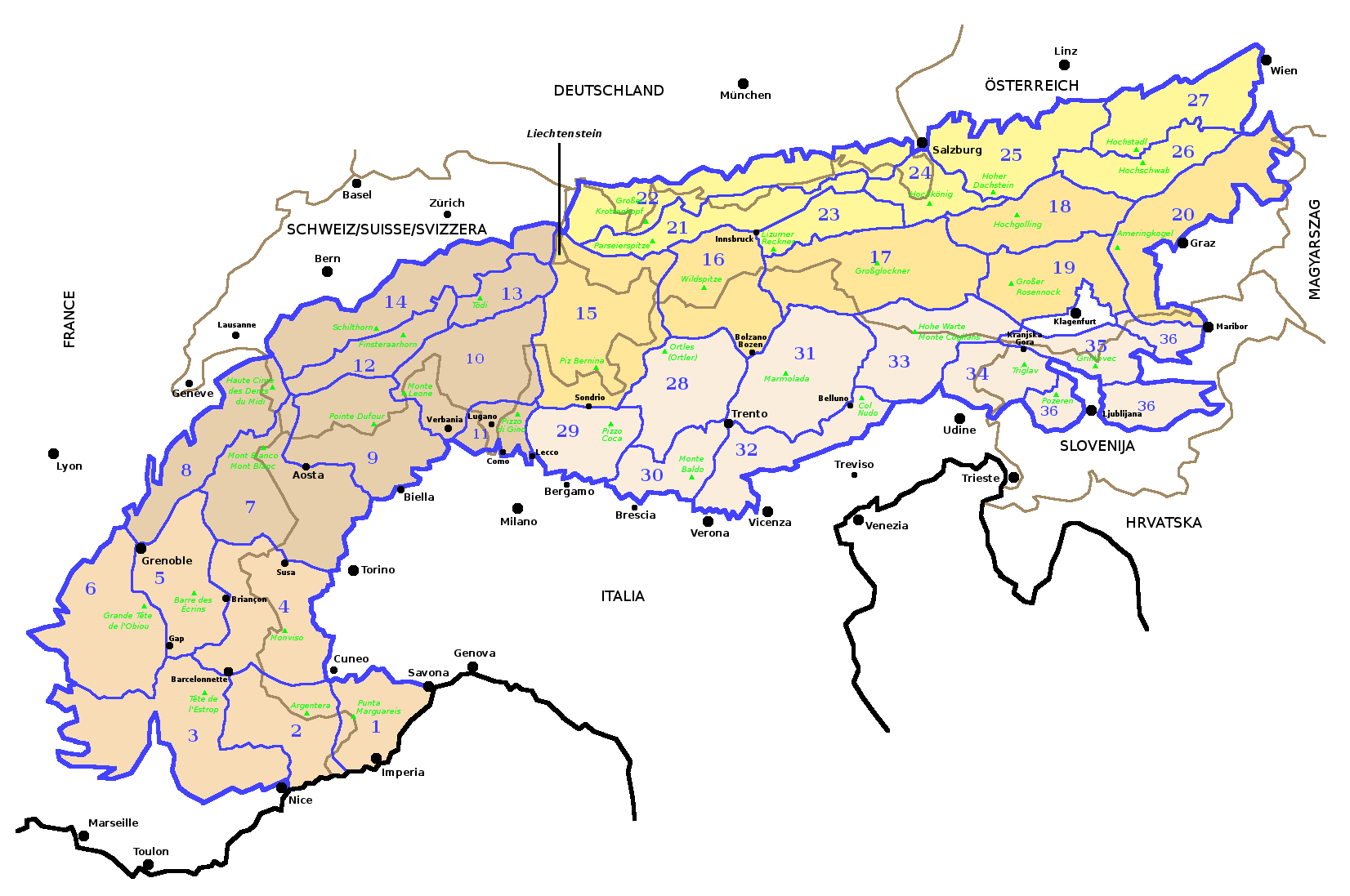
Alps occidentals i Alps orientals segons la SOIUSA. Es nota la posterior subdivisió en Alps centrals de l'est, Alps del nord-est i Alps del sud-est.

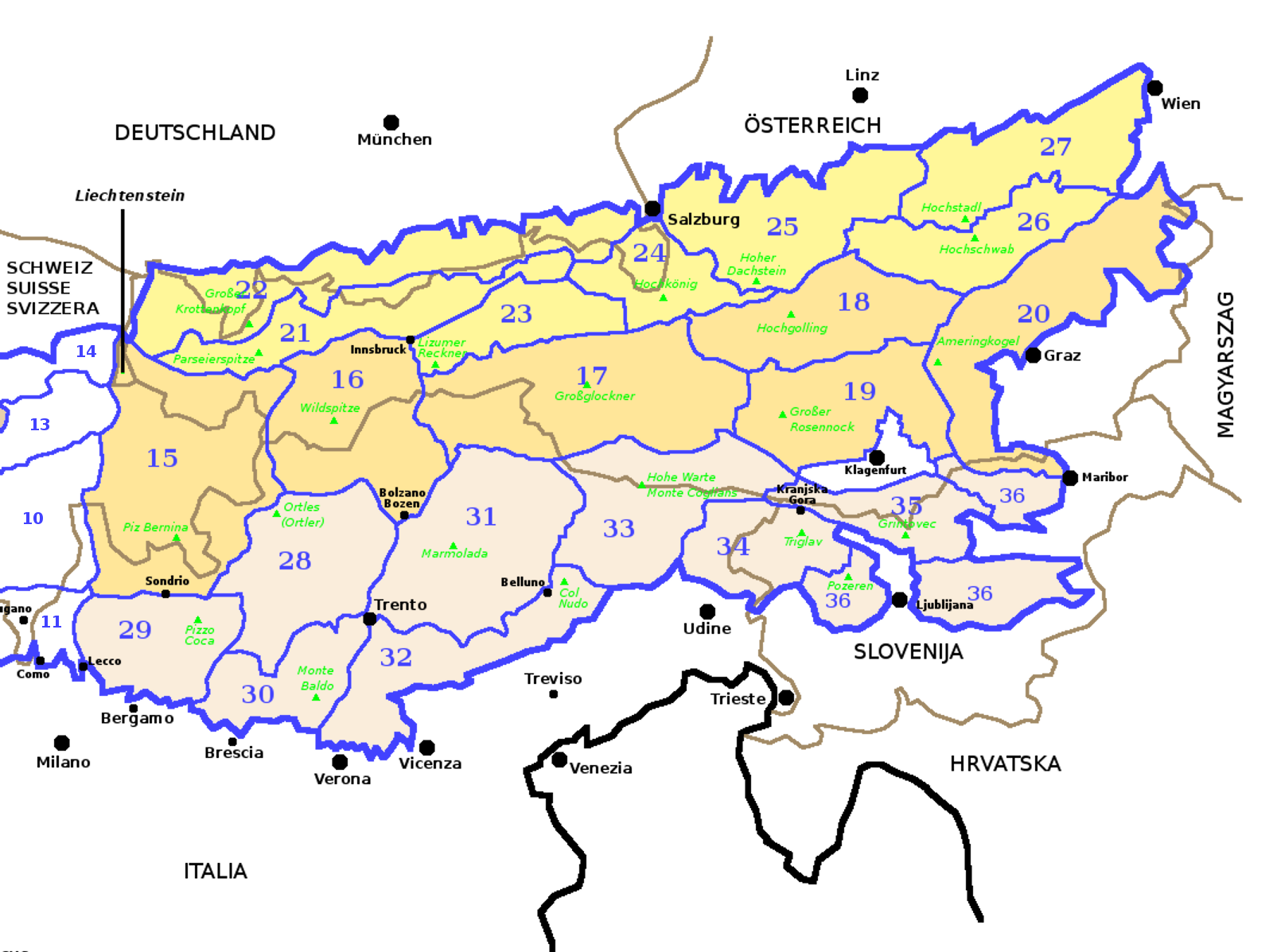
Les seccions dels Alpes orientals segons la SOIUSA.

La Subdivisió Orogràfica Internacional Unificada del Sistema Alpí (SOIUSA), presentada l'any 2005, ha superat la partició que el 1926 es feia en tres parts. Aquesta subdivisió preveu la divisió dels Alps en dos: Alps occidentals i Alps orientals, separats per la línia Rin - Pas del Spluga - Llac de Como - Llac de Lecco.
Els Alps orientals es subdivideixen a la vegada en tres grans sectors: Alps centrals de l'est, Alps del nord-est i Alps del sud-est:

### Alps centrals de l'est
- 15. Alps Rètics occidentals (Piz Bernina, 4.049 m)
  - Alps del Platta
  - Alps de l'Albula
  - Alps del Bernina
  - Alps de Livigno
  - Alps de Val Müstair
  - Alps del Silvretta, del Samnaun i del Verwall
  - Alps del Plessur
  - Rhäticon

- 16. Alps Rètics orientals (Wildspitze, 3.772 m)
  - Alps d'Ötztal
  - Alps de l'Stubai
  - Alps de Sarntal

- 17. Alps del Tauern occidentals (Großglockner, 3.798 m)
  - Alps de Zillertal
  - Hohe Tauern
  - Alps Pustereses
  - Grup del Kreuzeck

- 18. Alps del Tauern orientals (Hochgolling, 2.863 m)
  - Tauern de Radstadt
  - Tauern de Schladming i de Murau
  - Tauern de Wölz i de Rottenmann
  - Tauern de Seckau

- 19. Alps d'Estíria i Carintia (Eisenhut, 2.441 m)
  - Alps de Gurktal
  - Muntanyes de Klagenfurt

- 20. Prealps d'Estíria (Ameringkogel, 2.184 m)
  - Prealps nord-occidentals d'Estíria
  - Prealps sub-occidentals d'Estíria
  - Prealps centrals d'Estíria
  - Prealps orientals d'Estíria

### Alps del nord-est
- 21. Alps calcaris del Tirol septentrional (Parseierspitze, 3.040 m)
  - Alps de Lechtal
  - Muntanyes de Lechquellen
  - Muntanyes del Mieming i del Wetterstein
  - Muntanyes del Karwendel
  - Alps de Brandenberg
  - Muntanyes del Kaiser

- 22. Alps Bavaresos (Großer Krottenkopf, 2.657 m)
  - Prealps de Bregenz
  - Alps d'Algovia
  - Alps d'Ammergau
  - Alps del Wallgau
  - Alps del Mangfall
  - Alps del Chiemgau

- 23. Alps esquistosos del Tirol (Lizumer Reckner, 2.884 m)
  - Prealps del Tux
  - Alps de Kitzbühel

- 24. Alps septentrionals de Salzburg (Hochkönig, 2.941 m)
  - Muntanyes del Stein
  - Alps esquistosos de Salzburg
  - Alps de Berchtesgaden

- 25. Alps del Salzkammergut i de l'Alta Àustria (Hoher Dachstein, 2.993 m)
  - Muntanyes de Dachstein
  - Muntanyes de Salzkammergut
  - Muntanyes Totes
  - Prealps de l'Alta Àustria

- 26. Alps septentrionals d'Estíria (Hochtor, 2.369 m)
  - Alps d'Ennstal
  - Alps del nord-est d'Estíria

- 27. Alps de la Baixa Àustria (Hochstadl, 1.919 m)
  - Alps de Türnitz
  - Alps de Ybbstal
  - Prealps orientals de la Baixa Àustria

### Alps del sud-est
Els Alps del sud-est es divideixen en nou seccions (que a la vegada es subdivideixen en vint-i-cinc subseccions i 65 supergrups):
- 28. Alps Rètics meridionals (Ortles, 3.905 m)
  - Alps de l'Ortles
  - Alps de Val di Non
  - Alps de l'Adamello i de la Presanella
  - Dolomites de Brenta
- 29. Alps i Prealps de Bèrgam (Pizzo di Coca, 3.052 m)
  - Alps Orobies
  - Prealps de Bèrgam
- 30. Prealps de Brescia i Garda (Monte Baldo, 2.218 m)
  - Prealps de Brescia
  - Prealps de Garda
- 31. Dolomites (Marmolada, 3.342 m)
  - Dolomites de Sesto, de Braies i de Ampezzo
  - Dolomites de Zoldo
  - Dolomites de Gardena i de Fassa
  - Dolomites de Feltre i de Pale di San Martino
  - Dolomites de Fiemme
- 32. Prealps de Véneto (Col Nudo, 2.472 m)
  - Prealps Vicentins
  - Prealps de Belluno
- 33. Alps Càrnics i del Gail (Monte Coglians, 2.780 m)
  - Alps Càrnics
  - Alps del Gail
  - Prealps Càrnics
- 34. Alps i Prealps Julians (Monte Tricorno, 2.863 m)
  - Alps Julians
  - Prealps Julians
- 35. Alps de Caríntia i Eslovènia (Grintovec, 2.558 m)
  - Karavanke
  - Alps de Kamnik i de la Savinja
- 36. Prealps Eslovens (Porezen, 1.630 m)
  - Prealps Eslovens occidentals
  - Prealps Eslovens orientals
  - Prealps Eslovens del nord-est

## Concepte tradicional

Les 26 seccions de la Partició dels Alps. Els Alps orientals conformen les seccions 17-26.

L'any 1926, després del IX Congrés Geogràfic Italià de 1924, es va adoptar la Partició dels Alps, que preveia la subdivisió dels sistema alpí en tres grans parts: els Alps occidentals, els Alps centrals i els Alps orientals. En aquesta partició tradicional, els Alps orientals anaven des del pas d'Arlberg cap a l'est o, més exactament, entre el pas del Brennero a la ciutat de Fiume. El cim més elevat seria la Marmolada (3.341 m), perquè el Piz Bernina quedaria dins els Alps centrals.
Segons la divisió acordada, els Alps orientals es dividien en:
- Alps Nòrics (17)
  - Tuxer Gebirge (17.a)
  - Alps de Zillertal (17.b)
  - Hohe Tauern (17.c)
  - Niedere Tauern (17.d)
  - Alps de Caríntia (17.e)
- Dolomites (18)
  - Alps de Gardena i Fassa (18.a)
  - Grup de la Marmolada (18.b)
  - Alps d'Ampezzo i Cadore (18.c)
  - Alps de Valsugana i de Primiero (18.d)
- Alps Càrnics (19)
  - Alps de la Gail (19.a)
  - Alps de Tolmezzo (19.b)
- Alps Julians (20)
  - Alps Julians septentrionals (20.a)
  - Alt Carso (20.b)
    - Altiplà de la Bainsizza (20.b.a)
    - Selva de Tarnova (20.b.b)

  - Carso Corniolino (20.c)
    - Selva Piro (20.c.a)
    - Carso de Postumia (20.c.b)
    - Carso de la Carniola (20.c.c)
- Caravanche (21)
  - Cadena de les Caravanche (21.a)
  - Bacher (21.b)
- Alps de Salzburg (22)
  - Alps de Kitzbühel (22.a)
  - Steinernes Meer (22.b)
  - Kaisergebirge (22.c)
  - Leoganger Steinberge (22.d)
  - Tennengebirge (22.e)
  - Dachstein (22.f)
- Alps austríacs (23)
  - Totes Gebirge (23.a)
  - Grup del Pyhrgass (23.b)
  - Sengsengebirge (23.c)
  - Alps d'Ennstaler (23.d)
  - Hochschwab (23.e)
  - Raxalpe (23.f)
  - Schneeberg (23.g)
  - Prealps de l'Ötscher (23.h)
  - Wienerwald (23.i)
- Prealps d'Estíria (24)
  - Alps de Stub (24.a)
  - Alps de Glein (24.b)
  - Alps de Hoch (24.c)
  - Alps de Kor (24.d)
  - Windichen Bühel (24.e)
  - Muntanyes d'Estíria (24.f)
  - Bucklige Welt (24.g)
  - Rosalien-Gebirge (24.h)
- Prealps Trivénetos (25)
  - Muntanyes Lesines (25.a)
  - Altiplà d'Asiago (25.b)
  - Muntanyes Grappa (25.c)
  - Prealps de Belluno (25.d)
  - Prealps Càrnics (25.e)
  - Prealps Julians (25.f)
- Carso (26)
  - Petit Carso (26.a)
    - Carso de Monfalcone (26.a.a)
    - Carso Triestino (26.a.b)
    - Carso de la Cicceria (26.a.c)
    - Carso de Castua (26.a.d)

  - Carso d'Istria (26.b)

## Alpenvereinseinteilung der Ostalpen(AVE)
Existeix un tercer concepte d'Alps orientals, defensat per la Deutscher und Österreichischer Alpenverein, és a dir, el Club Alpí austro-alemanys, que adopten una classificació dels Alps orientals anomenada Alpenvereinseinteilung der Ostalpen (AVE). Els Alps orientals es subdivideixen en quatres sectors i 75 grups, segons la revisió aportada al Moriggl-Einteilung der Ostalpen de l'any 1982 per Frank Grassler.
Els quatre sectors serien: 
- Nördliche Ostalpen (Alps orientals septentrionals), que es correspondrien aproximadament amb els Alps bavaresos
- Zentrale Ostalpen (Alps orientals centrals)
- Südliche Ostalpen (Alps orientals meridionals), que es correspondrien aproximadament amb els Alps calcaris meridionals
- Westliche Ostalpen (Alps orientals occidentals)